# Much Hadham
Much Hadham (régebben Great Hadham) falu az Egyesült Királyságban, Angliában, kelet-Hertfordshire megyében. Félúton található Ware és Bishop's Stortford között, a B1004-es út mentén. Lakosainak száma 1994 fő.
A településen az Anglikán Közösség tart fenn egy általános iskolát és két templomot. A plébániatemplom nagyrészt 1225 és 1450 között épült. Kapujában két Henry Moore-szobor található. Moore 1986-ban bekövetkezett haláláig élt a faluban. A templom melletti palota volt az otthona London püspökeinek több, mint 800 éven át. Úgy tartják, hogy a Tudor-ház őse, Edmund Tudor itt született.
A település még őrzi régi arculatát, régi házai közül a legrégebbi a 15. században épült. A Forge Museum anf Victorian Cottage Garden nem csak a fegyverkovácsok munkáját mutatja be, de egy villakertnek is otthont ad.

## Fordítás
Ez a szócikk részben vagy egészben  a   Much Hadham című angol Wikipédia-szócikk ezen változatának fordításán alapul.  Az eredeti cikk szerkesztőit annak laptörténete sorolja fel. Ez a jelzés csupán a megfogalmazás eredetét és a szerzői jogokat jelzi, nem szolgál a cikkben szereplő információk forrásmegjelöléseként.